# Tonči Stipanović
Pour les articles homonymes, voir Stipanović.
Tonči Stipanović est un skipper croate né le 13 juin 1986 à Split. Il a remporté la médaille d'argent du Laser standard masculin (en) aux Jeux olympiques de 2016 et de 2020.

## Repères biographiques
Il s'entraîne avec le Chypriote Pávlos Kontídis (médaillé d'argent aux Jeux de 2012) sous la férule de Jozo Jakelić. Médaillé d'argent aux Jeux de 2016, il perd l'or lors l'ultime course (Medal race). Alors qu'il accède à la deuxième marche du podium, quatre ans plus tard (en), à l'issue de celle-ci.

## Palmarès
Tous ces résultats ont été obtenus en catégorie Laser.

### Jeux olympiques
- Jeux olympiques de 2012 à Weymouth (Royaume-Uni) : 
  - Quatrième
- Jeux olympiques de 2016 à Glória (Brésil) : 
  -  Médaille d'argent
- Jeux olympiques de 2020 à Eno-shima (Japon) : 
  -  Médaille d'argent

### Championnats du monde
| - Championnat du monde de laser 2004 à Bitez (Turquie) : - Cinquante et unième - Championnat du monde de laser 2005 à Fortaleza (Brésil) : - Quarante-cinquième - Championnat du monde de laser 2006 à Jeju (Corée du Sud) : - Trente et unième - Championnats du monde de voile 2007 à Cascais (Portugal) : - Onzième - Championnat du monde de laser 2008 à Terrigal (Australie) : - Cinquante-cinquième - Championnat du monde de laser 2009 à Halifax (Canada) : - Cinquième - Championnat du monde de laser 2010 à Hayling Island (Royaume-Uni) : - Dixième - Championnats du monde de voile 2011 à Perth (Australie) : - Onzième - Championnat du monde de laser 2012 à Boltenhagen (Allemagne) : - Vice-champion - Championnat du monde de laser 2013 à Al Musannah (Oman) : - Sixième - Championnats du monde de voile 2014 à Santander (Espagne) : - Vingt-et-unième · | - Championnat du monde de laser 2015 à Kingston (Canada) : - Douzième - Championnat du monde de laser 2016 à Nuevo Vallarta (Mexique) : - Septième - Championnat du monde de laser 2017 à Split (Croatie) : - Vingt-neuvième - Championnats du monde de voile 2018 à Aarhus (Danemark) : - Vingtième - Championnat du monde de laser 2019 à Sakaiminato (Japon) : - Quinzième - Championnat du monde de laser 2020 à Melbourne (Australie) : - Médaillé de bronze - Championnat du monde de laser 2021 à Barcelone (Espagne) : - Médaillé de bronze - Championnat du monde de laser 2022 à Nuevo Vallarta (Mexique) : - Cinquième - Championnats du monde de voile 2023 à La Haye (Pays-Bas) : - Vingt-et-unième - Championnat du monde de laser 2024 à Adélaïde (Australie) : - Dix-septième |

### Championnats d'Europe
- Championnats d'Europe de 2023 à Andora (Italie) :
  -  Champion d'Europe